# گربه وحشی ۱۷۴۹۳
سیارک ۱۷۴۹۳ (به انگلیسی: 17493 Wildcat، نامگذاری:1991YA) هفده هزار و چهارصد و نود و سومین سیارک کشف شده‌است که در ۳۱ دسامبر ۱۹۹۱ کشف شد.